# Bertram Brooke
Bertram Brooke (Kuching, 8 agosto 1876 – Weybridge, 15 settembre 1965) è stato un nobile malese e fu principe ereditario (Tuan Muda) del Regno di Sarawak per poi divenire capo della casata dei raja bianchi del Sarawak alla morte del fratello nel 1963.

## Biografia
Brooke era figlio secondogenito di Charles, secondo raja di Sarawak, nonché fratello minore di Charles Vyner Brooke, terzo ed ultimo raja. Sua madre era Margaret Alice Lili de Windt, sorella del noto esploratore Harry de Windt. Fu per diversi anni erede presunto di suo fratello il quale aveva avuto dal suo matrimonio solo figlie femmine. Ebbe pertanto il titolo di "Tuan Muda" (letteralmente "Giovane Signore") ed il trattamento di "Altezza".
Brooke studiò al Winchester College ed al Trinity College di Cambridge. Fu presidente del Cambridge University Boat Club dal 1900 al 1901, e fu membro del Pitt Club. Prestò servizio nell'esercito del Regno Unito nella Royal Horse Artillery durante la prima guerra mondiale e fu commissario speciale del Regno Unito per il Sarawak.
Alla morte del fratello nel 1963, gli succedette come raja titolare di Sarawak e capo della casata dei raja bianchi.

## Matrimonio e figli
Brooke sposò Gladys Milton Palmer il 28 giugno 1904, che era l'unica figlia ed erede di sir Walter Palmer, I baronetto, la quale ottenne a sua volta il titolo di "Dayang Muda" e il trattamento di "Altezza". Uno dei loro figli, Anthony Brooke, divenne il raja titolare di Sarawak dopo la morte del padre.
Bertram Brooke e Gladys ebbero  quattro figli:
- Jean Margaret Palmer Brooke
- Elizabeth Brooke
- Anne Elaine Primula Brooke
- Anthony Brooke (1912-2011), Tuan Muda del Sarawak

## Ascendenza
|                                 |                         |                            | Genitori                         |  |  | Nonni |  |  | Bisnonni        |  |  | Trisnonni |
|                                 |                         |                            |                                  |  |  |       |  |  | Charles Johnson |  |  |           |
|                                 |                         |                            |                                  |  |  |       |  |  |                 |  |  |           |
|                                 |                         |                            |                                  |  |  |       |  |  |                 |  |  |           |
| Francis Charles Johnson         |                         |                            |                                  |  |  |       |  |  |                 |  |  |           |
|                                 |                         | Mary Willes                | William Willes                   |  |  |       |  |  |                 |  |  |           |
|                                 |                         | Mary Willes                | William Willes                   |  |  |       |  |  |                 |  |  |           |
|                                 |                         | Mary Willes                | Margaret Jeans                   |  |  |       |  |  |                 |  |  |           |
| Charles Brooke, raja di Sarawak |                         | Mary Willes                |                                  |  |  |       |  |  |                 |  |  |           |
|                                 |                         | Thomas Brooke              | Robert Brooke                    |  |  |       |  |  |                 |  |  |           |
|                                 |                         | Thomas Brooke              | Robert Brooke                    |  |  |       |  |  |                 |  |  |           |
|                                 |                         | Thomas Brooke              | Ruth Pattle                      |  |  |       |  |  |                 |  |  |           |
| Emma Frances Brooke             |                         | Thomas Brooke              |                                  |  |  |       |  |  |                 |  |  |           |
|                                 |                         | Anna Maria Stuart          | William Stuart, IX lord Blantyre |  |  |       |  |  |                 |  |  |           |
|                                 |                         | Anna Maria Stuart          | William Stuart, IX lord Blantyre |  |  |       |  |  |                 |  |  |           |
|                                 |                         | Anna Maria Stuart          | Harriot Teasdale                 |  |  |       |  |  |                 |  |  |           |
| Bertram Brooke                  |                         | Anna Maria Stuart          |                                  |  |  |       |  |  |                 |  |  |           |
|                                 | Joseph Clayton Jennings |                            |                                  |  |  |       |  |  |                 |  |  |           |
|                                 |                         |                            |                                  |  |  |       |  |  |                 |  |  |           |
|                                 |                         |                            |                                  |  |  |       |  |  |                 |  |  |           |
| Joseph Clayton Jennyns de Windt |                         |                            |                                  |  |  |       |  |  |                 |  |  |           |
|                                 |                         | Margaret Katherine Bray    |                                  |  |  |       |  |  |                 |  |  |           |
|                                 |                         |                            |                                  |  |  |       |  |  |                 |  |  |           |
|                                 |                         |                            |                                  |  |  |       |  |  |                 |  |  |           |
| Margaret Alice Lili de Windt    |                         |                            |                                  |  |  |       |  |  |                 |  |  |           |
|                                 |                         | John Samuel Willes-Johnson | Charles Johnson                  |  |  |       |  |  |                 |  |  |           |
|                                 |                         | John Samuel Willes-Johnson | Charles Johnson                  |  |  |       |  |  |                 |  |  |           |
|                                 |                         | John Samuel Willes-Johnson | Mary Willes                      |  |  |       |  |  |                 |  |  |           |
| Elizabeth Sarah Willes de Windt |                         | John Samuel Willes-Johnson |                                  |  |  |       |  |  |                 |  |  |           |
|                                 |                         | Elizabeth de Windt         | Jan de Windt                     |  |  |       |  |  |                 |  |  |           |
|                                 |                         | Elizabeth de Windt         | Jan de Windt                     |  |  |       |  |  |                 |  |  |           |
|                                 |                         | Elizabeth de Windt         | Sarah Roosevelt                  |  |  |       |  |  |                 |  |  |           |
|                                 |                         | Elizabeth de Windt         |                                  |  |  |       |  |  |                 |  |  |           |